# Express News
Express News, es un periódico británico, con noticias generales sobre la comunidad hispanoparlante. Ubicado en Holles House, Overton Road, Londres SW9 7AP, Reino Unido. Fue fundado en 2000.
Es editado en español y se distribuye de forma gratuita. Su lema es: «El periódico de la comunidad hispanohablante en Reino Unido».